# Dominika Putto
Dominika Putto, z d. Włodarczyk (ur. 29 grudnia 1995) – polska kajakarka, wicemistrzyni Europy, mistrzyni Polski.

## Kariera sportowa
Starty rozpoczęła w Bazie Mrągowo, następnie została zawodniczką Zawiszy Bydgoszcz.
Osiągała sukcesy w kategoriach juniorskich i młodzieżowych. W 2013 została brązową medalistą mistrzostw Europy juniorek w konkurencji K-4 500 metrów (z Pauliną Paszek, Pauliną Nogą i Anną Puławską). W 2017 została młodzieżową mistrzynią Europy w konkurencjach K-1 200 metrów i K-4 500 metrów (z Pauliną Paszek, Anną Puławską i Katarzyną Kołodziejczyk). W 2018 ponownie została młodzieżową mistrzynią Europy w konkurencji K-4 500 metrów (z Heleną Wiśniewską, Klaudią Cyrulewską i Katarzyną Kołodziejczyk), a w konkurencji K-1 200 metrów zajęła na tych zawodach 3. miejsce. W tym samym roku zdobyła także brązowy medal mistrzostw Europy juniorów w konkurencji K-1 200 metrów oraz srebrny medal młodzieżowych mistrzostw świata w konkurencji K-4 500 metrów (z Klaudią Cyrulewską, Małgorzatą Puławską i Martyną Klatt.
W reprezentacji seniorskiej debiutowała w 2015. Na mistrzostwach świata zajęła wówczas 5. miejsce w konkurencji K-2 500, a w konkurencji K-2 200 metrów odpadła w półfinale. W 2017 została wicemistrzynią Europy w konkurencji K-4 500 metrów (z Beatą Mikołajczyk, Anną Puławską i Katarzyną Kołodziejczyk, a w konkurencji K-2 200 metrów zdobyła brązowy medal (z Katarzyną Kołodziejczyk). W 2018 zdobyła brązowy medal mistrzostw Europy w konkurencji K-2 200 metrów (z Katarzyną Kołodziejczyk). Następnie znalazła się poza kadrą i powróciła do niej jesienią 2020. W 2021 została wicemistrzynią Europy w konkurencji K-2 200 metrów (z Katarzyną Kołodziejczyk). Nie znalazła się jednak w reprezentacji Polski na igrzyska olimpijskie w Tokio. N mistrzostwach świata w 2021 wywalczyła brązowy medal w konkurencji K-2 200 metrów (z Katarzyną Kołodziejczyk).
Na mistrzostwach Polski seniorek zdobyła osiem złotych medali:
- K-1 500 m: 2022
- K-2 200 m: 2018, 2020, 2021, 2022
- K-4 500 m: 2018, 2021, 2022

W 2018 została wybrana "Nadzieją sportu wojskowego" w plebiscycie Polski Zbrojnej za 2017 rok.
Jesienią 2020 wyszła za mąż za kajakarza Dawida Putto.